# 566 Stereoskopia
Az 566 Stereoskopia egy a Naprendszer kisbolygói közül, amit Paul Götz fedezett fel 1905. május 28-án.